# Ewa Pisiewicz
Ewa Halina Pisiewicz (née Rybak le 7 mai 1962 à Lubartów, Lubelskie) est une ancienne athlète polonaise, spécialiste du sprint.
Elle a participé aux Jeux olympiques de Séoul en 1988 où elle termine 6e en finale du relais 4 × 100 m. Son meilleur temps est de 11 s 19 (sur 100 m en 1985). Elle détient le record de Pologne du relais 4 × 100 m (1985).